# トライデントデザイン専門学校
トライデントデザイン専門学校（トライデントデザインせんもんがっこう）は、愛知県名古屋市中村区名駅四丁目にある私立専修学校。学校法人河合塾学園（河合塾）が運営する。

## 沿革
- 1989年 - トライデントスクールオブデザインを設立。
- 1999年 - トライデントデザイン専門学校に改称。

## 設置学科
- 総合デザイン学科
  - ビジュアルデザインコース
  - CGデザインコース
  - インテリアデザインコース

## 姉妹校
- トライデント外国語・ホテル・ブライダル専門学校
- トライデントスポーツ医療看護専門学校
- トライデントコンピュータ専門学校

## 著名な出身者
- 春場ねぎ - 漫画家[1]